# Тріоп (цар Аргоса)
Тріоп (дав.-гр. Τρίωψ, ім'я означає «трьохокий») — персонаж давньогрецької міфології, сьомий цар Аргоса, син Форбанта та Евбеї, брат Арестора. Батько Яса, Агенора, Мессени.
Згідно з Діодором Сицилійським він зі своїми підданими колонізував Родос, заснував місто Сіму. За іншою версією колонізацію здійснив інший Тріоп.
Згідно з іншою версією Тріоп був царем ахейців, не був сином Форбанта, а Піранта і Каллірої. Дружиною його була Ореасіда, а дітьми — Ксанф та Інах.